# Mauro Bianchi
Mauro Bianchi (ur. 31 lipca 1937 w Mediolanie) – belgijski kierowca wyścigowy pochodzenia francusko-włoskiego.

## Życiorys
Jego rodzina wyprowadziła się z Mediolanu w 1950 roku. Wzorem swojego brata Luciena startował jako Belg. W 1960 dołączył do Ecurie Nationale Belge. Startował w Formule 2 w Cooperze-Maserati, testował też samochód Formuły 1, Emeryson-Maserati. W 1962 roku dołączył do Abartha i odniósł kilka dobrych rezultatów w wyścigach GT. W 1964 roku został pracownikiem Alpine, gdzie pracował jako kierowca w Formule 3 i Formule 2 oraz jako tester, testując między innymi eksperymentalny samochód o specyfikacji Formuły 1, A350. Czterokrotnie brał udział również w wyścigu 24h Le Mans. W wyścigu 24h Le Mans 1968 doznał poważnego wypadku, ale wrócił do ścigania w marcu 1969 roku. Ze ścigania wycofał się całkowicie po śmierci brata podczas 24h Le Mans 1969. Testerem Alpine był do 1976, po czym był kierowcą testowym Venturi.
Był dziadkiem Jules'a Bianchiego.